# Чан Тхань Ман
Чан Тхань Ман (вьет. Trần Thanh Mẫn; род. 12 августа 1962, Хаузянг) — вьетнамский политический деятель. В настоящее время он Председатель Национального собрания Вьетнама. После отставки Выонг Динь Хюэ Ман было «поручено руководить деятельностью Национального собрания» до тех пор, пока законодательный орган не изберет нового председателя. Он также является членом Политбюро Коммунистической партии Вьетнама.
20 мая 2024 года он был избран председателем Национального собрания.

## Ранняя жизнь
Чан Тхань Ман родился 12 августа 1962 года, его родной город — коммуна Тхань Суан, округ Чау Тхань А, провинция Хаузянг. В настоящее время он проживает по адресу: 81B, Nguyen Trai Street, Tan A Ward, Ninh Kieu District, Can Tho City.
В юности он учился в средней школе в своем родном городе. После объединения страны окончил общее образование: 12 декабря. Посещал университет по специальности «Бизнес-администрирование», был аспирантом по экономике, успешно защитил кандидатскую диссертацию по экономике и в ноябре 2009 года получил степень доктора экономических наук. Работая на партию и государство страны, он учился и получил политическую подготовку в Национальной политической академии Хо Ши Мина по специальности «Политика», получив степень бакалавра политической теории.
Чан Тхань Ман был принят в Коммунистическую партию Вьетнама 25 августа 1982 года, официально стал членом партии 25 августа 1983 года.

## Заместитель председателя Национального собрания
1 апреля 2021 года, продолжая программу 11-й сессии Национального собрания 14-го созыва, Национальное собрание провело процедуры по избранию ряда заместителей председателя Национального собрания. Делегаты приняли резолюцию об избрании Чан Тхань Мана постоянным заместителем председателя Национального собрания с процентом одобрения 94,79%. Он берет на себя новую роль постоянного заместителя председателя Национальной ассамблеи Вьетнама под руководством Председателя Национальной ассамблеи Выонг Динь Хюэ.

## Отвечает за руководство деятельностью Национального собрания

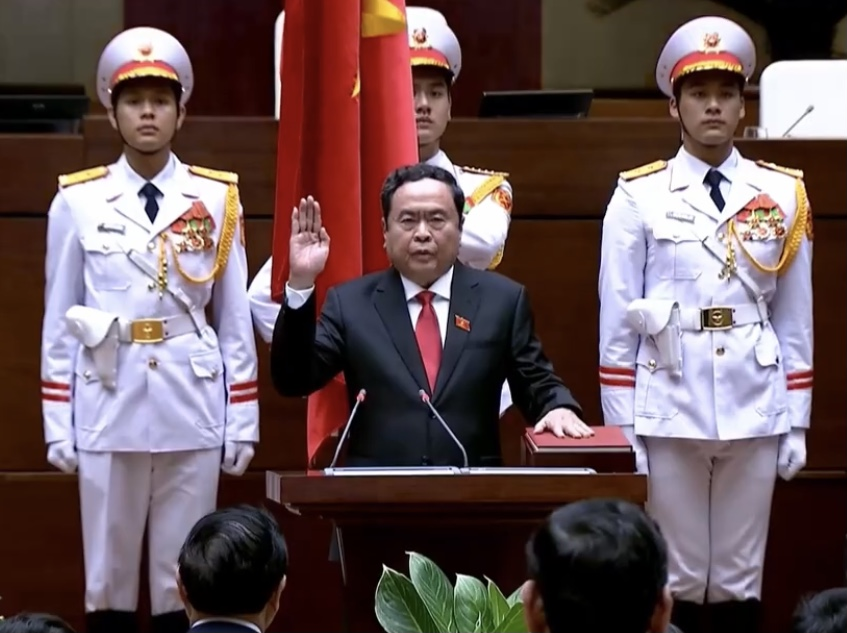
Ман приносит присягу в качестве председателя Национального собрания 20 мая 2024 года

2 мая 2024 года в Ханое 15-я Национальная ассамблея провела седьмую внеочередную сессию, на которой рассматривалась кадровая работа, находящаяся в её ведении. Сразу после того, как Национальное собрание уволило председателя 15-го Национального собрания на срок 2021—2026 годов Выонг Динь Хюэ в связи с причастностью его должностных лиц к делу о нарушении прав в Группа Туан Ан. Постоянный комитет Национального собрания поручил Чан Тхань Ману, члену Политбюро, постоянному заместителю председателя Национального собрания руководить деятельностью Постоянного комитета Национального собрания и Национального собрания Социалистической Республики Вьетнам на срок до должности председателя 15-го Национального собрания. Сборка производится согласно регламенту.
18 мая 2024 года на 9-й Центральной конференции Ман был представлен Центральным комитетом для избрания председателем Национального собрания и был избран 20 мая 2024 года на церемонии открытия 7-й сессии 15-го Национального собрания Вьетнама.
8-10 сентября 2024 года Чан Тхань Ман совершил официальный визит в Российскую Федерацию, встретившись с Президентом РФ В. В. Путиным, Председателем Государственной Думы Федерального Собрания РФ В. В. Володиным и другими первыми лицами России.